# Rumour Has It

Мерседес, Сантана и Бриттани во время номера «Rumour Has It» / «Someone Like You», исполненного в шестом эпизоде «Mash Off» третьего сезона американского музыкального телесериала «Хор», показанного телеканалом Fox 15 ноября 2011 года.

«Rumour Has It» (в переводе с англ. — «Ходят слухи») — песня британской певицы Адели, ставшая четвёртым синглом из её второго студийного альбома 21. Песня получила положительные отзывы и 2-кр. платиновый сертификат за 2 млн копий сингла в США.

## История
Песня была написана самой певицей и американским автором и певцом Райаном Теддером. В музыкальном плане песня «Rumour Has It» включает элементы джаза, блюза и поп-музыки, сопровождаемые ритмичным биением ударных и фортепьяно. Удачно совмещая элементы doo-wop и блюза в стиле Tin Pan Alley, эта энергичная песня построена на гармониях женского вокала, фортепианных аккордах, марширующих бочке и хлопках в ладоши и открывает в певице «близкого в 40-м годам, салонного исполнителя». Текст песни автобиографичен и является ответом певицы на все слухи о её разрыве с бывшим парнем. Написан он был, как реакция на поведение её друзей, которые эти слухи распространяли. Песня стала 4-м синглом, выпущенным с альбома 21 в США, где достигла платинового статуса (более 1 млн.копий) и возглавила рок-чарт альтернативной музыки Triple A. Первоначально планировалось, что песня станет 3-м синглом (28 октября в интервью журналу Billboard об этом заявили представители фирмы Columbia Records), но промоутеры обнаружили большую популярность песни «Set Fire to the Rain», которая и стала третьим в США релизом с альбома 21 ноября 2011 года. И только после 54-й церемонии «Грэмми», где певица стала триумфатором, собрав все главные призы, было решено выпустить очередным 4-м по счёту синглом.

## Отзывы
Песня получила положительные отзывы музыкальных критиков и интернет-изданий: Allmusic, The A.V. Club, Entertainment Weekly, NME, The New York Times, Slant Magazine, MTV UK, PopMatters,
URB, musicOMH, No Ripcord, BBC Online, Daily News, The Washington Post, Sputnikmusic.
Журнал Rolling Stone включил песню в свой Список лучших песен 2011 года (№ 29 в «50 Best Singles of 2011».

## Версии
Версия песни вышла в американском телесериале Хор (Glee) и была включена в альбом Glee: The Music, Volume 7 в исполнении Мерседес Джонс (Эмбер Райли) и Сантаны Лопес (Ная Ривера) из эпизода «Mash Off».
В качестве отдельного сингла кавер-версия Glee достигла № 35 в английском чарте UK Singles Chart 26 ноября 2011 года, 12 места в Канаде (Canadian Hot 100) и 11 места в американском Billboard Hot 100 с тиражом в 160 000 цифровых загрузок в первую неделю, став 5-м лучшим показателем в истории телесериала «Хор». Более того, Эрика Футерман (Erica Futterman) из журнала Rolling Stone назвала эту кавер-версию одной из лучших песен в истории всего шоу.

## Чарты и сертификации
| Чарт (2011-12)                               | Высшая позиция |
| -------------------------------------------- | -------------- |
| Австралия (ARIA)                             | 69             |
| Австрия (Ö3 Austria Top 40)                  | 26             |
| Бельгия/Фландрия (Ultratop 50)               | 46             |
| Бельгия/Валлония (Ultratip Bubbling Under)   | 7              |
| Канада (Billboard Canadian Hot 100)          | 16             |
| Франция (SNEP)                               | 172            |
| Германия (GfK)                               | 68             |
| Венгрия (Rádiós Top 40)                      | 36             |
| Исландия (RÚV)                               | 4              |
| Ирландия (IRMA)                              | 71             |
| Израиль (Media Forest)                       | 7              |
| Италия (FIMI)                                | 23             |
| Ливан (Lebanese Top 20)                      | 15             |
| Мексика (Billboard Mexican Airplay)          | 31             |
| Нидерланды (Dutch Top 40)                    | 21             |
| Нидерланды (Single Top 100)                  | 52             |
| Польша (Polish Airplay New)                  | 1              |
| Шотландия (OCC Scotland)                     | 71             |
| Республика Корея (Gaon)                      | 1              |
| Великобритания (OCC UK Singles)              | 85             |
| США (Billboard Hot 100)                      | 16             |
| США (Billboard Adult Alternative Songs)      | 1              |
| США (Billboard Adult Contemporary)           | 4              |
| США (Billboard Adult Pop Airplay)            | 2              |
| США (Billboard Alternative Airplay)          | 40             |
| США (Billboard Rock & Alternative Airplay)   | 27             |
| США (Billboard Hot Rock & Alternative Songs) | 27             |
| США (Billboard Pop Airplay)                  | 8              |

| Регион | Сертификация  | Продажи    |
| --- | ------------- | ---------- |
| Австралия (ARIA) | Золотой       | 35 000^    |
| Бразилия (ABPD) | Платиновый    | 60 000     |
| Канада (Music Canada) | 3× Платиновый | 240 000    |
| Италия (FIMI) | Золотой       | 15 000*    |
| Мексика (AMPROFON) | Золотой       | 30 000*    |
| South Korea (Circle Chart) | —             | 53,317     |
| Великобритания (BPI) | Платиновый    | 600 000    |
| США (RIAA) | 2× Платиновый | 2 000 000* |
| * Данные о продажах приведены только на основе сертификации. · ^ Данные о тиражах приведены только на основе сертификации. · Данные о продажах + прослушиваниях приведены только на основе сертификации. |               |            |

| Чарт (2012)                         | Позиция |
| ----------------------------------- | ------- |
| Канада (Canadian Hot 100)           | 59      |
| США, Billboard Hot 100              | 64      |
| США, Adult Contemporary (Billboard) | 9       |
| США, Adult Top 40 (Billboard)       | 16      |
| США, Mainstream Top 40 (Billboard)  | 46      |

## История релиза
| Регион         | Дата          | Формат           |
| -------------- | ------------- | ---------------- |
| Великобритания | 5 ноября 2011 | Mainstream radio |